# Политическое устройство Шпицбергена

Герб губернатора Шпицбергена

Шпицбергенский трактат определил международно-правовой статус архипелага и установил над ним суверенитет Норвегии. Государствам-участникам договора предоставлялось равное право на эксплуатацию естественных ресурсов Шпицбергена и его территориальных вод.

## Международные договоры

### Шпицбергенский трактат
Шпицберген был территорией, не имевшей постоянного коренного населения. Разные страны участвовали в освоении его территории, включая рыболовство, охоту на китов, а позднее разработки горных месторождений, туризм и научные исследования.
Какие-либо правила и законы на архипелаге либо отсутствовали вовсе, либо присутствовали в незначительной степени. Этот факт не мог не породить различные конфликты, в особенности по вопросу суверенитета Шпицбергена между Соединенным Королевством, Нидерландами, Данией и Норвегией, который остро встал в первой половине XVII века.
В начале XX века, в связи с началом разработок угольных месторождений, вновь был поднят вопрос о присутствии на архипелаге правительства. 9 февраля 1920 года в Париже в ходе переговоров по итогам Первой Мировой войны был подписан Шпицбергенский трактат, который определил международно-правовой статус архипелага и установил над ним суверенитет Норвегии. Основными правилами трактат определил:
- Правила налогообложения — все налоги, собранные на Шпицбергене остаются на Шпицбергене и составляют ровно столько, сколько это необходимо жителям архипелага. В связи с этим налоги на Шпицбергене значительно ниже, чем на материковой части Норвегии;
- Ответственность за охрану окружающей среды — полностью возлагается на Правительство Норвегии;
- Отсутствие дискриминации — любой гражданин и любая компания страны, подписавшейся под трактатом, имеет право проживать, работать и вести свой бизнес на архипелаге, все имеют равные права на рыбную ловлю, охоту, на занятия каким бы то ни было видом морской, промышленной, горнодобывающий или торговой деятельности. Жители архипелага Шпицберген должны следовать норвежскому законодательству. Норвежские же власти не имеют права дискриминировать того или иного гражданина в пользу другого жителя определённой национальности.
- Демилитаризованная зона — статья 9 прямо запрещает сооружать либо допускать создание морских баз или укреплений на территории архипелага, а также использовать её для военных целей.

### Страны участники
Шпицбергенский трактат подписало 39 стран: Австрия, Австралия, Албания, Аргентина, Афганистан, Бельгия, Болгария, Великобритания, Венгрия, Венесуэла, Германия, Греция, Дания, Доминиканская Республика, Египет, Индия, Италия, Исландия, Испания, Канада, Китай, Нидерланды, Новая Зеландия, Норвегия, Монако, Польша, Португалия, Румыния, Россия, Саудовская Аравия, США, Финляндия, Франция, Чили, Швеция, Швейцария, Эстония, Южная Африка и Япония.
На правах равноценного использования природных ресурсов помимо норвежских посёлков Лонгйир, Ню-Олесунн и Свеагрува, на архипелаге были основаны советские посёлки Баренцбург, Грумант и Пирамида.

### Закон о статусе Шпицбергена
Согласно Закону о статусе Шпицбергена, подписанному 17 июня 1925 года, Шпицберген становится территориальной единицей Королевства Норвегия, однако власть государства имеет ограничения, перечисленные в Шпицбергенском трактате. На Шпицберген распространилась гражданское и уголовное законодательство, органы законодательной, исполнительной и судебной власти Норвегии. Закон был подан на подпись королю 7 августа 1925 года, а уже 14 августа того же года закон вступил в силу.

### Договор о границе
В сентябре 2000 года между Норвегией и Россией был подписан договор, устанавливающий границу между архипелагами Шпицберген и Новая Земля.

## Контора Губернатора
| Губернатор               | Присяга | Отставка |
| ------------------------ | ------- | -------- |
| Johannes Gerckens Bassøe | 1925    | 1933     |
| Helge Ingstad            | 1933    | 1935     |
| Wolmar Tycho Marlow      | 1935    | 1941     |
| отсутствовал             | 1941    | 1945     |
| Håkon Balstad            | 1945    | 1956     |
| Odd Birketvedt           | 1956    | 1960     |
| Finn Backer Midtbøe      | 1960    | 1963     |
| Tollef Landsverk         | 1963    | 1967     |
| Stephen Stephensen       | 1967    | 1970     |
| Fredrik Beichmann        | 1970    | 1974     |
| Leif Eldring             | 1974    | 1978     |
| Jan Grøndahl             | 1978    | 1982     |
| Carl Alexander Wendt     | 1982    | 1985     |
| Leif Eldring             | 1985    | 1991     |
| Odd Blomdal              | 1991    | 1995     |
| Ann-Kristin Olsen        | 1995    | 1998     |
| Morten Ruud              | 1998    | 2001     |
| Odd Olsen Ingerø         | 2001    | 2005     |
| Sven Ole Fagernæs        | 2005    | 2005     |
| Per Sefland              | 2005    | 2009     |
| Odd Olsen Ingerø         | 2009    | по н. в. |

Губернатор Шпицбергена (норв. Sysselmannen på Svalbard) является представителем правительства Норвегии на архипелаге. Губернатор подчиняется Министерству юстиции Норвегии, однако он вправе выполнять поручения и других Министерств, например Министерства Охраны окружающей среды. Орган управления (Контора Губернатора), совмещает ряд функций, в том числе полиции и департамента охраны окружающей среды. Контора Губернатора включает в себя 3 отдела — Отдел полиции, Отдел охраны окружающей среды и Административный отдел. Персонал составляет 31 человек, каждый из которых подчиняется непосредственно губернатору. Помимо этого у губернатора имеется свой аппарат. В туристический период с мая по сентябрь дополнительно привлекается два сотрудника полиции и шесть патрульных инспекторов. Также периодически привлекаются археологи для поддержания памятников культурного наследия.

### Персонал
* — в летний период с мая по сентябрь.

### Задачи и цели
Основные:
- Поддержание суверенитета.
- Соблюдение интересов государства.
- Служить на благо региона.

Отдела охраны окружающей среды:
- Мониторинг окружающей среды.
- Соблюдение экологических норм при строительстве и коммерческой деятельности.
- Управление национальными парками.
- Контроль рыбных ресурсов.
- Контроль за отдыхающими на природе, туристами и торговыми точками вне населённых пунктов.
- Контроль за переработкой отходов.
- Обновление архивов и археологические исследования.
- Контроль за состоянием памятников.
- Контроль импорта и экспорта животных.
- Координация ветеринарных услуг.

Отдела полиции:
- Организация и проведение расследований.
- Контроль трафика на море и на суше.
- Обслуживание аэропорта.
- Обеспечение превентивных мер.
- Обновление водительских удостоверений.
- Поддержание общественного порядка.
- Выдача паспортов.
- Спасательные операции.
- Контроль за загрязнением окружающей среды.
- Регистрация транспортных средств.
- Обеспечение правопорядка на воде.
- Организация дорожного движения.
- Законное принуждение.
- Выдача разрешений на получение огнестрельного оружия.

## Законодательная и судебная власть
Законодательная и судебная ветви власти на Шпицбергене те же, что и на всей территории Норвегии. Судебная система представлена Высшим судом Королевства (норв. Riksrett), Верховным судом Норвегии (норв. Høyesterett), состоящим из 17 постоянных судей и президента, Апелляционными судами (в большинстве случаев, являющийся судом «второй инстанции»), Городскими и Уездными судами (в большинстве случаев, являющиеся судами «первой инстанции»), а также Арбитражными судами. Судьи назначаются Королём после выдвижения их кандидатуры Министерством Юстиции и могут быть отстранены от занимаемой должности по решению Высшего суда Королевства. Законодательная власть на Шпицбергене представлена губернатором, который, тем не менее, находится под контролем Норвежского правительства.

## Исполнительная власть

### Местное управление
Местное управление коммуны Лонгиербюен (норв. Longyearbyen lokalstyre) в том виде, в котором оно существует сейчас создано в 2001 году по образу и подобию муниципалитетов материковой части Норвегии. Местное управление несёт ответственность за инфраструктуру, социальное и территориальное планирование, детские сады, школу, а также развитие инженерной инфраструктуры. В сферу ответственности управления не входит налогообложение и медицина (услуги неотложной медицинской помощи). Выборы в местное управление проводятся раз в четыре года и подчиняются Правилам выборов Королевства Норвегия.

### Полиция
На Шпицберген распространяется Уголовное право Норвегии. Полицмейстером архипелага является губернатор. Шпицберген представляет собой отдельный полицейский округ, отдел полиции является отделом Конторы Губернатора и выполняет те же самые функции, что и органы полиции на континентальной части Норвегии.
Отдел полиции Конторы Губернатора имеет право вести следствие по уголовным делам, открытым в полиции либо по заявлениям от физических и юридических лиц. В круг обязанностей полиции также входит поддержание общественного порядка, контроль дорожного движения, оформление водительских удостоверений, лицензий на огнестрельное оружие и виз.
Местный центр управления спасательными работами также возглавляет Губернатор. Он отвечает за проведение всех спасательных операций на архипелаге и прилегающих морских территориях. Спасательная служба на Шпицбергене является частью Спасательной службы Норвегии.

### Налоговая инспекция
Налоговая инспекция Шпицбергена (норв. Svalbard skattekontor) располагается в посёлке Лонгйир в здании почты.
Каждый проживающий на Шпицбергене более шести месяцев вносится в Реестр жителей. Это необходимо для получения лицензии на оружие и на охоту, индивидуальных карточек на покупку спиртных напитков, получения прав на использование снегоходов вне посёлка, и для многих других целей. Каждому жителю Шпицбергена присваивается личный идентификационный номер налогоплательщика.
Задачи службы включают в себя:
- регистрацию граждан, проживающих на Шпицбергене
- взыскание подоходного налога и налога на благосостояние[5]
- возмещение местным жителям природоохранного сбора, взимаемого при покупке авиабилета.

Поскольку, согласно Шпицбергенскому трактату, Шпицберген является отдельным налоговым округом со своим законодательством, все налоговые сборы остаются на архипелаге и используются на нужды его жителей. На Шпицбергене существует два порядка налогообложения — полная и ограниченная обязанность.
Полная обязанность распространяется на жителей, проживающих на архипелаге минимум 12 месяцев. При таком способе налогоплательщик обязан платить налоги со всех своих доходов и личного состояния с момента въезда в Шпицберген. Декларация подается в налоговую инспекцию ежегодно с указанием всех доходов, причём как на архипелаге, так и за его пределами.
Ограниченная обязанность распространяется на лиц (как правило не норвежцев), либо проживающих и работающих на архипелаге менее 12 месяцев, либо проживающих и работающих на архипелаге менее 30 дней единовременно. В первом случае платится только подоходный налог, во втором случае налоги взимаются в родной стране проживания лица.